# Jimmy Page
James Patrick Page (bolj znan kot Jimmy Page), angleški kitarist; * 9. januar 1944.
Page je eden najbolj vplivnih rock kitaristov. Bil je ustanovni član Led Zeppelinov, pred tem pa je igral tudi pri The Yardbirds.